# Vlag van Nagorno-Karabach

Vlag van Nagorno-Karabach vanaf 1992.

Vlag van Armenië, gebruikt in Nagorno-Karabach tot 1992.

De vlag van Nagorno-Karabach (Armeens: Արցախի դրոշը), een niet-erkende afscheidingsrepubliek in Azerbeidzjan, is afgeleid van de Armeense vlag om de afkomst van de lokale bevolking te benadrukken. Het verschil tussen beide is een wit driehoekig patroon in de vlag van Nagorno-Karabach die de onafhankelijkheid van Nagorno-Karabach (Opper-Karabach) aan moest geven. Het patroon lijkt op datgeen in Armeense tapijten gebruikt wordt. De vlag werd aangenomen op 2 juni 1992.
Abchazië · Donetsk · Kosovo · Loegansk · Nagorno-Karabach · Republiek China · Sahrawi Arabische Democratische Republiek · Somaliland · Transnistrië · Turkse Republiek Noord-Cyprus · Zuid-Ossetië
Zie ook: Vlaggen van afhankelijke gebieden · Vlaggen van subnationale entiteiten (per land)